# The Protestant Standard
The Protestant Standard, também publicado como The Protestant Banner, foi um jornal semanal em inglês publicado em Sydney, Nova Gales do Sul, Austrália.

## História
O jornal foi publicado pela primeira vez em Sydney a 1 de maio de 1869 por Samuel Goold, sob o título de The Protestant Standard. O jornal mudou o seu nome para The Protestant Banner e continuou sob este título posterior de 31 de agosto de 1895 a 28 de julho de 1906.

## Digitalização
The Protestant Standard (1869 – 1895) foi digitalizado como parte do Programa de Digitalização de Jornais Australianos da Biblioteca Nacional da Austrália.